# Флаг Таймырского (Долгано-Ненецкого) автономного округа
Флаг Таймы́рского (Долга́но-Не́нецкого) автономного округа — флаг бывшего субъекта Российской Федерации. С 1 января 2007 года Таймырский (Долгано-Ненецкий) автономный округ и Красноярский край, слившись, образовали единый субъект Российской Федерации — Красноярский край, и данный флаг стал флагом Таймырского Долгано-Ненецкого муниципального района.

## Описание
«Флаг округа представляет собой прямоугольное полотнище голубого цвета в центре которого изображение главной фигуры герба Таймырского (Долгано-Ненецкого) автономного округа — зависшей в полете краснозобой казарки на фоне белого солнечного диска, увенчанного по кругу равноудалёнными друг от друга четырьмя белыми короткими остроконечными лучами, направленными попарно в диаметрально противоположенные стороны. Отношение ширины флага к его длине — 2:3».